# 奈良市立春日中学校
奈良市立春日中学校（ならしりつ かすがちゅうがっこう）は奈良県奈良市にある公立中学校。

## 概要
奈良市の中心市街地南部を学区とする奈良市立中学校である。夜間学級を有する。

## 校訓
自主・誠実・奉仕

## 課外活動
冬に球技大会、音楽会、夏にに体育大会、秋文化祭などの行事が行われる。
多くの生徒が何らかのクラブに所属している。
運動部では近畿大会等で上位の成績を修めており、文化部では、吹奏楽部が関西大会出場や奈良県大会で金賞などを受賞し優秀な成績を修めている。

## 校章
藤の中に「中」の文字

## 交通アクセス
近鉄奈良駅からは、奈良交通のバスがある。市内循環バスで大森町下車、又は12番乗り場（シャープ前行き等）で春日中学校下車。
JR奈良駅からは、徒歩10分。

## 出身者
- 加藤雅也（俳優、1979年卒業）

## 周辺施設
- 奈良県庁
- 奈良市役所
- 奈良教育大学附属中学校
- 奈良市立一条高等学校
- 奈良県立奈良高等学校
- 奈良育英高等学校
- 奈良公園
- 春日大社
- 常陸神社
- 狭岡神社
- 東大寺
- 興福寺
- 平城宮跡

## 通学区域が隣接している学校
- 奈良市立三笠中学校
- 奈良市立飛鳥中学校
- 奈良市立都南中学校
- 奈良市立都跡中学校